# Vsévolod Rúdnev
Vsévolod Fiódorovich Rúdnev (Riga, entonces en la Gobernación de Livonia, 31 de agosto de 1855 - Tula, 20 de julio de 1913) fue un marino de la Armada Imperial Rusa, héroe naval de la Batalla de Chemulpo y el único militar ruso condecorado por el Japón Imperial por su reconocida valentía en batalla.

## Biografía

### Carrera militar
Vsévolod Rúdnev nació en 1855 en la ciudad fortaleza de Dinamiunde, en Riga (actual Letonia), era hijo de Fiódor Rúdnev, un destacado marino de la Armada Imperial Zarista, noble de Tula y héroe de la Guerra ruso-turca, y la noble Aleksandra Petrovna. Siguiendo la tradición de su familia, se unió a la Armada como cadete becado especial en la Academia Naval de San Petersburgo en 1872 a la edad de 17 años alcanzando el grado de guardiamarina en 1873 y de alférez en 1876. Alcanzó el grado de suboficial en 1877, y entre 1882 y 1883 realizó un crucero de instrucción que circunvaló el globo terráqueo a bordo del Afrika.
Fue asignado a la Flota de mar Báltico a bordo del vapor Pedro el Grande, con base en Kronstadt. Como oficial fue asignado a diversas unidades menores, entre ellas un destructor, cañoneros y oficial de detalles en el acorazado costero Gangut en 1890. En 1895 realizó su segundo crucero de instrucción marítimo en el acorazado Imperator Nikolai I. En 1898 se el dio el mando de un pequeño cañonero y se le asignó dar la vuelta al mundo en la pequeña embarcación saliendo de Kronstadt en marzo de 1898 y completando su inusual misión en mayo de 1899.   
Alcanzó al grado de capitán de segunda clase en 1900 y fue asignado como primer oficial en la base de Port Arthur donde realizó importantes comisiones para dejar la base en condiciones de acomodar unidades mayores y mejora de sus caminos e instalaciones.  En diciembre de 1901 alcanzó el grado de capitán de primera clase.
En 1902 se le dio el mando de crucero protegido Varyag, construido en 1898 en Estados Unidos. Aunque el buque tenía fama de ser muy complejo de operar, también era considerado el más moderno y veloz crucero de la Flota imperial rusa.

### Batalla de Chemulpo
En 1904, estando al mando de dicha unidad en el puerto neutral de Chemulpo (Corea) sobrevino la Guerra ruso-japonesa.
El Varyag y un cañonero estaban en dicho puerto cuando el 7 de febrero de 1904 se hizo presente una poderosa escuadra japonesa al mando del almirante Uryū Sotokichi y conminó a las unidades rusas a la rendición incondicional a pesar de la enérgica protesta de otras unidades de guerra extranjeras y neutrales. Rúdnev sabiendo que con solo un crucero protegido y un cañonero era imposible batirse en igualdad de condiciones con los japoneses ignoró la petición y ordenó a sus hombres aprestarse para entregar caras sus vidas. Salió del puerto con el Varyag y el cañonero Koreetz en medio de los vítores de las tripulaciones de las embarcaciones extranjeras y se enfrentó a la flota japonesa con inusitada decisión haciendo amplio uso de todas sus armas. A pesar de que logró hundir un destructor y dañar tres cruceros enemigos, los navíos bajo su mando también recibieron graves daños: el Koreetz tuvo que ser hundido por su tripulación y Rúdnev resultó gravemente dañado por impacto de esquirlas en la cabeza. 
El Varyag logró regresar al puerto donde su tripulación herida fue atendida por buques franceses e italianos. Rúdnev ordenó abrir las válvulas y hundir el crucero. La tripulación sobreviviente fue respetada por los japoneses, no considerándolos prisioneros de guerra y se les permitió la repatriación a través de los buques amigos. Rúdnev fue reconocido por el enemigo como un marino de extraordinaria valentía y se le permitió volver a su país. Posteriormente el Varyag fue reflotado y restaurado por los japoneses, que lo bautizarían como Sōya, aunque en su popa se conservó el nombre original de Varyag en honor a los hombres rusos que lucharon en ese buque. Después de 1917, este y otros buques rusos capturados serían devueltos a la Unión Soviética.

### Últimos años
Rúdnev y la tripulación superviviente fueron homenajeados en Odesa por el Zar Nicolás II, siendo todos condecorados con la Orden de San Jorge. Rúdnev fue nombrado ayudante de campo del Zar, una distinción apetecida en las esferas militares imperiales. Durante la Revolución rusa de 1905, Rúdnev se abstuvo de sancionar y dar de baja a aquellos marinos que fueran afines al bolchevismo y por ello fue forzado a presentar su retiro en noviembre de ese año con el rango de contralmirante. En 1907, Japón condecoró excepcionalmente a Rúdnev con la Orden del Sol Naciente por su valentía y este aceptó el galardón, aunque jamás lo exhibió en público. 
Rúdnev se retiró a sus tierras natales con su familia y falleció en 1913 en Tula. Durante la Guerra civil rusa su familia fue perseguida por los bolcheviques, viéndose obligada a escapar y exiliarse en Francia.